# Генерални щати на Нидерландия
Генералните щати (на нидерландски: Staten-Generaal) са парламентът на Нидерландия. Той се състои от две камари, по-важната от които е пряко избираната Втора камара. Първата камара, наричана още Сенат (Senaat), се избира непряко от членовете на Провинциалните щати. Помещенията, в които се събират Генералните щати, са разположени в Биненхоф в Хага.

## Функции
Генералните щати се срещат на общо събрание поне един път в годината при откриването на парламентарната година, когато кралицата държи своята Тронна реч на Деня на малките принцове. При специални случаи, например, когато Генералните щати гласуват отнозно женитбата на член на кралското семейство, когато се коронова крал или когато почине член на кралското семейство, двете камари се срещат на съвместна сесия. Тези събрания се председателстват от председателя на Първата камара. Събранията стават в Ридерзал (Рицарската зала) в Биненхоф, освен за коронациите, които стават в църквата Нюве керк в Амстердам. През останалото време двете камари се събират поотделно.
Според конституцията всички функции на парламента са дадени на двете камари освен правото на инициатива и изменение. На практика тези функции са на Втората камара, тъй като Първата камара се среща само един ден в седмицата. Съвместна сесия назначава и монарха, ако няма наследник на трона и регентът е неспособен да изпълнява правомощията си.

## История
Исторически Генералните щати са се състояли от делегати от Провинциалните щати и датират от около средата на 15 век под управлението на херцозите на Бургундия. Първото събрание е на 9 януари 1464 г. в Брюж във Фландрия под повелята на Филип Добрия. По-късно редовни събрания са провеждани в Кауденберг, Брюксел (херцогство Брабант). След отхвърлянето на краля през 1581 г. и отделянето на Северна Нидерландия от испанските доминиони, Генералните щати става върховен орган на властта на Обединените Нидерландии. Представителите, сега в Хага (графство Холандия), са избирани от седем независими провинциални събрания за общо управление на Обединените провинции. Генералните щати, в които се е гласувало по провинция, като всяка от седемте провинции е имала един глас, както в Евопейския съюз в наши дни, са основани от 1593 г. Така наречените Общи земи са били под пряко управление на Генералитета (и като такива са нямали глас в Генералните щати). Също така Нидерландската източноиндийска компания и Нидерландската западноиндийска компания са под неговия генерален надзор. Статън Айлънд в Ню Йорк Сити (първоначално Ню Амстердам) например е кръстен на Генералните щати. Южна Нидерландия си има собствени Генерални щати в Брюксел.
И в Хага, и в Брюксел, Генералните щати престават да съществуват през 1795 г., на юг с анексията от Франция, на север с провъзгласяването на Батавската република и последвалото свикване на Националното събрание (1 март 1796 г.) Наименованието „Генерални щати“ обаче продължава да бъде наименование на следващите нидерландски парламенти, които се възстановяват през 1815 г. след господството на Наполеон I.